# Аль-Мунзір IV
Аль-Мунзір IV ібн аль-Мунзір (помер 578 року) — малік держави Лахмідів у 574—578 роках, син маліка аль-Мунзіра III. Вів невдалу війну з правителем держави Гассанідів аль-Мунзіром.

## Походження і прихід до влади
Аль-Мунзір ібн аль-Мунзір був одним з молодших, якщо не самим молодшим сином лахмідського маліка аль-Мунзіра III від кіндітської принцеси Хінд, дочки маліка Кінди аль-Харіса ібн Амра. За свідченнями аль-Хіллі, аль-Мунзір брав участь у військових походах ще в правління свого старшого брата Амра III, зокрема, під час його невдалого походу на плем'я ар-Рабаб. Відомо, що прийшовши до влади, Амр III призначив своїх рідних братів правителями підлеглих йому арабських племен (можливо, поставивши над ними Кабуса як правителя всієї периферії), таким чином, аль-Мунзір з ранніх років почав брати участь в управлінні лахмідської держави.
Аль-Мунзір успадкував престол після свого старшого брата Кабуса, померлого в кінці 573 року. Оскільки спадкування лахмідського престолу було пов'язано з обов'язковим затвердженням претендента сасанідським шаханшахом, аль-Мунзір повинен був пройти співбесіду з Хосровом I Ануширваном і отримати його найвище схвалення. Однак саме в цей час шаханшах Хосров був зайнятий війною з Візантією та до затвердження нового лахмідського маліка передав управління Хірою шахрабу (наміснику) провінції Віх-Кавад. Протягом наступного року Хосров, судячи з усього, все-таки зустрівся з аль-Мунзіром і в другій половині або наприкінці 574 року аль-Мунзір IV зайняв престол держави Лахмідів.

## Правління
Недовге правління аль-Мунзіра IV пройшло в постійних війнах. В середині 575 року між Візантією та Сасанідським Іраном було укладено нове перемир'я, за умовами якого припинялися військові дії в Месопотамії. Проте араби, судячи з усього, не підпали під дію цієї угоди, що мало для аль-Мунзіра катастрофічні наслідки. В кінці року малік гассанідських арабів аль-Мунзір ібн Харіс на чолі великого війська вдерся в землі Лахмідів і незабаром захопив столицю аль-Мунзіра IV Хіру. Перебивши гарнізон, гассаніди розорили і спалили лахмідську столицю і через 5 днів покинули її, взявши додому багату здобич у вигляді коней та верблюдів.
Через деякий час аль-Мунзір, прагнучи взяти реванш над маліком гасанідів, виступив проти нього на чолі свого війська при підтримці сасанідського загону. Як повідомляють Іоанн Ефеський та Михайло Сирієць, аль-Мунзір ібн Харіс був заздалегідь попереджений про майбутнє вторгнення лахмідів, тому виступив зі своїм військом назустріч ворогові. Дізнавшись від розвідників, де знаходиться аль-Мунзір IV з військом, гассанідський малік рушив на нього і атакував, зненацька заставши лахмідів. Аль-Мунзір IV був розбитий, його ставка розграбована і спалена. Після цього гассаніди знову повернулися в свої володіння з великою здобиччю і полоненими. Ця поразка аль-Мунзіра датується Михайлом Сирійцем 899 роком селевкідської ери (вересень 577 — серпень 578 років), Іоанном Ефеським — 578 роком.
Про проблеми аль-Мунзіра у внутрішній політиці оповідає Абу ль-Фарадж аль-Ісфагані у своїй «Книзі пісень». Відповідно до цього джерела, аль-Мунзір IV несправедливо поводився з підданими і довільно забирав їх майно. Така поведінка маліка довели хірців до бажання вбити його. Дізнавшись про це, аль-Мунзір звернувся до Зайда (Аді) ібн Хаммада, товариша свого батька і колишнього намісника Хіри, просячи допомоги і обіцяючи відмовитися від влади. Зайд ібн Хаммад зумів заспокоїти підданих, поставивши умовою, що у аль-Мунзіра залишиться лише формальний титул маліка і функції командувача в період набігів і воєн, фактична ж влада перейде до керівника обраного хірцями. Згідно «Книзі пісень», лахмідський малік «прийняв це і зрадів». Описані події, судячи з усього, мали місце в самому кінці правління аль-Мунзіра, коли хірські аристократи, стомлені регулярною «експропріацією» свого майна для ведення невдалих воєн з гассанідами, задумала позбутися свого правителя.
Розповідь про спробу хірців вбити аль-Мунзіра, крім іншого, дає уявлення про релігійні вірування лахмідського маліка та його підданих. Залишаючись прихильником традиційних язичницьких культів, аль-Мунзір IV, звертаючись до хірців, клянеться богинями Аллат та аль-Уззою, а в розмові із Зайдом ібн Хаммадом посилається на арабського ідола Сибда (Сабда або Субда).
Аль-Мунзир IV помер у 2-й половині або наприкінці 578 року при невідомих обставинах. Шаханшах Хосров I Ануширван на той час, поки визначиться з наступником аль-Мунзіра на престолі Лахмідів, поставив на чолі Хіри тайїтського вождя Ійаса ібн Кабіса в якості тимчасового правителя. Через кілька місяців, приблизно в лютому 579 року, шаханшах затвердив маліком лахмідської держави ан-Нумана — одного з синів аль-Мунзіра IV.

## Родина
У аль-Мунзіра від різних дружин і наложниць було більше десяти синів і кілька дочок. Старшим і найздібнішим з його синів аль-Хіллі називає аль-Асуада, відданого на виховання в знатний рід Бану Маріна. Іншим відомим по імені сином аль-Мунзіра був ан-Нуман, народжений від єврейської невільниці Сальми, дочки ювеліра з Фадака, подарованої аль-Мунзіру аль-Харісом ібн Хісном з кудаітського племені Бану Кальб Ібн Уабара. Ан-Нуман виховувався в знатному роді Бану Аййуб і в підсумку був обраний сасанідським шаханшахом в якості наступника батька на престолі Лахмідів. Незважаючи на те, що аль-Асуад виступив суперником ан-Нумана в боротьбі за престол, в подальшому він був призначений правителем племені ар-Рабаб.
З дочок аль-Мунзіра відомі Хінд Молодша (деякі джерела, наприклад, Кітаб аль-Аган, вважають її дочкою ан-Нумана III і, відповідно, онукою аль-Мунзіра), стала дружиною Аді ібн Зайда і згодом прийняла християнство, і Мауія (або Марія), яка також стала християнкою. Матір'ю Хінд Молодшої аль-Хіллі називає Марію Кіндитську, теж християнку.